# دليل أسلوب جمعية أبحاث الإنسانيات المعاصرة
دليل أسلوب إم إتش آر إيه (بالإنجليزية: MHRA Style Guide)‏ (المعروف سابقًا باسم MHRA Style Book) هو دليل أسلوب أكاديمي نشرته جمعية أبحاث العلوم الإنسانية الحديثة ويستخدم على نطاق واسع في الفنون والعلوم الإنسانية في المملكة المتحدة، حيث يستند MHRA. وهي متاحة للبيع في كل من المملكة المتحدة والولايات المتحدة.
يمكن تنزيل الإصدار الثالث (المحدث لعام 2013) مجانًا من موقع MHRA الرسمي على الويب.

## وصلات خارجية
- الموقع الرسمي